# Verwaltungsverband Am Klosterwasser
Der Verwaltungsverband Am Klosterwasser, obersorbisch Zarjadniski zwjazk „Při Klóšterskej wodźe“, ist ein Verwaltungsverband im Freistaat Sachsen im Landkreis Bautzen. Er umfasst die 5 Kerngemeinden des heutigen sorbischen Siedlungsgebiets in Sachsen und ist nach dem Fluss Klosterwasser benannt, welcher das Gebiet von Süd nach Nord durchfließt.
Mitgliedsgemeinden sind
- Crostwitz (sorbisch Chrósćicy) mit den Ortsteilen Crostwitz, Caseritz (Kozarcy), Horka (Hórki), Prautitz (Prawoćicy), Kopschin (Kopšin) und Nucknitz (Nuknica)
- Nebelschütz (sorbisch Njebjelčicy) mit den Ortsteilen Nebelschütz, Wendischbaselitz (Serbske Pazlicy), Miltitz (Miłoćicy), Piskowitz (Pěskecy) und Dürrwicknitz (Wěteńca).
- Panschwitz-Kuckau (sorbisch Pančicy-Kukow) mit den Ortsteilen Alte Ziegelscheune (Stara Cyhelnica), Cannewitz (Kanecy), Glaubnitz (Hłupońca), Jauer (Jawora), Kaschwitz (Kašecy), Lehndorf (Lejno), Neustädtel (Nowe Městačko), Ostro (Wotrow), Panschwitz-Kuckau, Säuritz (Žuricy), Schweinerden (Swinjarnja), Siebitz (Zejicy) und Tschaschwitz (Časecy),
- Räckelwitz (sorbisch Worklecy) mit den Ortsteilen Dreihäuser (Horni Hajnk), Höflein (Wudwor), Neudörfel (Nowa Wjeska), Räckelwitz, Schmeckwitz (Smječkecy) und Teichhäuser (Haty)
- Ralbitz-Rosenthal (sorbisch Ralbicy-Róžant) mit den Ortsteilen Cunnewitz (Konjecy), Gränze (Hrańca), Laske (Łazk), Naußlitz (Nowoslicy), Neu-Schmerlitz (Bušenka), Ralbitz (Ralbicy), Rosenthal (Róžant), Schmerlitz (Smjerdźaca), Schönau (Šunow) und Zerna (Sernjany)

Sitz der Verwaltung ist Panschwitz-Kuckau. Laut einer statistischen Untersuchung waren im Jahr 2001 69 % der Einwohner der sorbischen Sprache mächtig.